# Trzeń długoryjkowy
Trzeń długoryjkowy (Cossonus parallelepipedus) – gatunek chrząszcza z rodziny ryjkowcowatych i podrodziny trzeni.

## Taksonomia
Gatunek ten opisany został po raz pierwszy w 1795 roku przez Johanna F.W. Herbsta pod nazwą Curculio parallelepipedus.

## Morfologia
Chrząszcz o wydłużonym, brunatnym do czarnego ciele długości od 4,2 do 6,3 mm. Ryjek jest słabo zakrzywiony, walcowaty w części nasadowej, a za podstawami czułków silnie rozszerzony i spłaszczony. Węższa część ryjka jest dwukrotnie dłuższa od części szczytowej. Powierzchnię ryjka niezbyt gęsto pokrywa drobne punktowanie. Dość wąska głowa ma pośrodku czoła stosunkowo duży dołek. Punktowanie przedplecza jest raczej rzadkie, równomierne i drobne, u nasady nawet trzykrotnie większe niż na bokach. Tarczka ma stosunkowo duże rozmiary. Ubarwienie pokryw zazwyczaj jest jaśniejsze niż głowy i przedplecza. Rzędy na pokrywach są bardzo drobno punktowane i nieco szersze od międzyrzędów. W budowie odnóży zaznacza się silny dymorfizm płciowy. U samca uda przedniej pary mają na przedniej krawędzi, a uda pozostałych par na tylnych krawędziach frędzle z gęstych, żółtych włosków. U samicy uda są tych frędzli pozbawione. U samca podobne frędzle występują ponadto na wewnętrznych krawędziach wszystkich goleni, podczas gdy u samicy mają one jedynie krótkie owłosienie. U samicy kąt wewnętrzno-wierzchołkowy goleni dysponuje drobnym kolcem, którego brak u samca. Odwłok ma w nasadowej części wgłębienie, które u samca jest duże, owalne, gęsto punktowane i owłosione, a u samicy płytsze, rzadziej punktowane i niemal bezwłose.

## Ekologia i występowanie
Owad ten zamieszkuje lasy, parki, ogrody i różne zadrzewienia, wybierając stanowiska wilgotne. Jest saproksylofagiczny. Zarówno larwy, jak i postacie dorosłe zasiedlają martwe, zawilgocone i próchniejące drewno drzew. Preferują wierzby, topole (w tym osiki) i kasztanowce, ale mogą też rozwijać się w drewnie dębów, buków, wiązów, a znacznie rzadziej jodeł i świerków.
Gatunek zachodniopalearktyczny, w Europie znany z Portugalii, Hiszpanii, Andory, Wielkiej Brytanii, Francji, Holandii, Niemiec, Szwajcarii, Austrii, Włoch, Danii, Norwegii, Szwecji, Finlandii, Estonii, Łotwy, Polski, Czech, Słowacji, Węgier, Ukrainy, Rumunii, Chorwacji i Rosji (w tym Karelii). Dalej na wschód sięga Kaukazu i Armenii. W Polsce jest najrzadszym przedstawicielem rodzaju, podawanym z nielicznych stanowisk. Na „Czerwonej liście chrząszczy województwa śląskiego” umieszczony jest jako gatunek zagrożony najmniejszej troski (LC).